# Hua Trai
Hua Trai là một xã thuộc huyện Mường La, tỉnh Sơn La, Việt Nam.
Xã Hua Trai có diện tích 98,68 km², dân số năm 1999 là 3403 người, mật độ dân số đạt 34 người/km².

## Những người họ Tòng có danh tiếng
| Họ tên | Sinh thời | Dân tộc | Hoạt động |
| ------ | --------- | ------- | --- |
| Khôi   | 2010-...  | Thái    | Là Chiến Thần Marketing Số 1 Mường La . Cậu Ta Trẻ Như 1 Doanh Nhân . Công Việc Của Cậu Ta Có Thể Kiếm Được 3Triệu Trong 1 Ngày |

1. ↑  18/1979
2. 1 2 3  "Mã số đơn vị hành chính Việt Nam". Bộ Thông tin & Truyền thông. Bản gốc lưu trữ ngày 24 tháng 3 năm 2013. Truy cập ngày 10 tháng 4 năm 2012.
3. ↑  Tổng cục Thống kê